# Kate Fischer
Kate Fisher (Adelaide, 30 november 1973) is een Australisch model, actrice en presentatrice. Nadat ze zich bekeerde tot het jodendom veranderde ze haar naam in T’ziporah Malka bat Israel.

## Biografie
Fisher werd geboren op 30 november 1973 in het Australische Adelaide als dochter van politica Pru Goward en universiteitsdocent  Alastair Fischer. Ze is de derde oudste van tien kinderen.
Vanaf het einde van de jaren tachtig was ze een bekend Australisch model. In de jaren negentig werd ze in Sydney beschouwd als een It-girl en van 1996 to 1997 was ze verloofd met de Australische ondernemer James Packer. Als model verscheen ze meermaals op de cover van onder andere de Australische Vogue en GQ.
Begin jaren negentig startte ook haar acteercarrière met rollen in diverse films en televisieseries. Haar eerste grote rol was die van Pru in de Brits-Australische film Sirens uit 1994, waarin ze naast Elle Macpherson, Portia de Rossi, Sam Neill, Hugh Grant en Tara Fitzgerald speelde als een van de drie levende modellen van schilder Norman Lindsay. In 1996 werd ze genomineerd voor een Logie Award voor "Populairste nieuw talent". Haar laatste rol was in The Foreigner uit 2003.
In 1998 verhuisde ze naar Los Angeles en bekeerde zich van het christendom tot het jodendom. Ze gaf haar acteer- en modellenwerk op, maar verschijnt nog regelmatig als mediapersoonlijkheid in diverse Australische televisieprogramma's. Ze was onder andere te gast in The Project, Good Morning Australia, Today, Today Extra, A Current Affair, Rove Live, David Tench Tonight, Burke's Backyard, The Bob Downe Show, The Big Schmooze, Geofrey Robertson’s Hypotheticals en Full Frontal.   